# John Dransfield
Pour les articles homonymes, voir Dransfield.
John Dransfield est un botaniste né à Liverpool en 1945.

## Domaine d'étude
John Dransfield est un éminent spécialiste des palmiers (la famille des Arecacées). Il a été directeur de recherche au Kew Gardens jusqu'à sa retraite en 2005. Il est actuellement chercheur honoraire et reste très respecté parmi la communauté scientifique mondiale. Dransfield continue à jouer un rôle important dans la phylogénie et la monographie du palmier dans la floristique du Sud-Est asiatique, en Nouvelle-Guinée et à Madagascar. Ses recherches ont toujours été axées sur l'évolution et la diversité dans la famille des palmiers. Le botaniste est à l'origine de la publication d'une grande monographie de référence de la famille des palmiers Genera Palmarum. Il a su développer, en parallèle, de nouvelles approches pour la livraison des données taxonomiques via Internet.
Dransfield est à l’origine avec Henk Beentje d’une importante publication sur les palmiers de Madagascar en 1995. Palms of Madagascar permit de valider plusieurs nouvelles espèces ainsi que d'importantes modifications de combinaisons génériques, notamment la sous-tribu Dypsidinae, complètement remaniée à partir d’étude de terrain et d’analyse génétique. Le genre Dypsis se trouve complété et enrichi, à la suite de ces travaux, avec les anciens genres Chrysalidocarpus, Phloga, Neodypsis, et Vonitra entre autres.
Il participe de 2001 à 2004 au projet « UK Darwin Initiative Papuan Plant Diversity Project » sur la biodiversité en Papouasie-Nouvelle-Guinée, après avoir déjà beaucoup travaillé sur place et en Indonésie.
Il reçoit la Médaille linnéenne en 2004.

## Liste partielle des publications
- Dransfield, J; N.W.Uhl, MR Sheehan (ilustradora). 1987. Genera Palmarum: A Classification of Palms Based on the Work of 
Harold E. Moore, Jr.. Ed. Kew Pub. 75 p.  (ISBN 0-935868-30-5)
- Synge, H; J Dransfield, DV Johnson. 1988. The Palms of the New World: A Conservation Census. Ed. Kew Pub. 56 p.  (ISBN 2-88032-941-8)
- Beentje, H; J Dransfield, Royal Botanic Gardens, Kew; International Palm Society. 1995.  The Palms of Madagascar. Ed. Kew Pub. 475 p.  (ISBN 0-947643-82-6)
- Dransfield, J. 1997.  The Rattans of Brunei Darussalam. Ed. Kew Pub. 217 p.  (ISBN 99917-31-02-4)
- Dransfield, J.; N Manokaran, FAO, International Network for Bamboo and Rattan, FO Tesoro. 2002a.  Rattan: Current Research Issues and Prospects for Conservation and Sustainable Development. FAO Pub. 272 p.  (ISBN 92-5-104691-3)
- Dransfield, J. 2006a.  Field Guide to the Palms of Madagascar. Ed. Kew Pub. 172 p.  (ISBN 1-84246-157-5)
- Baker, WJ; J Dransfield. 2006b.  Field Guide to the Palms of New Guinea. Ed. Kew Pub. 108 p.  (ISBN 1-84246-138-9)
- Baker, WJ; J Dransfield. 2016.  Beyond Genera Palmarum: progress and prospects in palm systematics .Oxford Academy ,Botanical Journal of the Linnean Society,2016, 182, 207–233  (ISSN 1095-8339) [3]

## Distinctions
C'est en son honneur que fut créé le nouveau genre Dransfieldia W.J.Baker & Zona 2006 dans la famille des Arecaceae(Palmiers). 

Les espèces suivantes ont ainsi été nommé en son nom:
- Adonidia dransfieldii  K.M.Wong, Sugau & Y.W.Low
- Dypsis dransfieldii  Beentje
- Ravenea dransfieldii  Beentje